# Drowning Pool
Drowning Pool is een Amerikaanse metalband uit Dallas die doorbrak tijdens een editie van Ozzfest. Vanaf 2006 staat de band onder contract bij Eleven Seven Music, nadat ze eerst twee cd's uitbracht bij Wind-up Records.
Drowning Pool treedt sinds 2012 op met leadzanger Jasen Moreno als vierde nieuwe voorman, nadat de eerste zanger Dave Williams in 2002 overleed, Jason Jones in 2005 opstapte en Ryan McCombs in 2011 terugkeerde bij zijn oude band Soil. In april 2013 verscheen het album "Resilience". De eerste en tweede single, getiteld "Saturday Night" en "One Finger And A Fist" kwamen voor de release van "Resilience" uit.

## Studioalbums
- Drowning Pool (1999) met Dave Williams
- Sinner (2001) met Dave Williams
- Desensitized (2004) met Jason "Gong" Jones
- Full Circle (2007) met Ryan McCombs
- Drowning Pool (2010) met Ryan McCombs
- Resilience (2013) met Jasen Moreno
- Hellelujah (2016) met Jasen Moreno

## Livealbums
- Loudest Common Denominator (2009) met Ryan McCombs